# 곽추
곽추(郭樞, 1338년 ~ 1405년)는 고려 말 조선 초의 문신으로, 본관은 청주(淸州)이다. 곽예(郭預)의 현손이다.

## 생애
젊은 나이에 성균시(成均試)에 급제했다가, 1360년(공민왕 9) 동진사(同進士) 12위로 문과에도 급제했는데, 당시 나이가 23세였다.
공봉(供奉)을 거친 후 여러 차례 승진하여, 1376년(우왕 2) 지신사(知申事)로서 성균시를 주관해 정희(鄭熙) 등 99명을 선발했고, 이듬해 첨서밀직사사상의(簽書密直司事商議)로서 『광통보제선사비 廣通普濟禪寺碑』에 이름을 남겼다.
1388년(우왕 14) 정당문학(政堂文學)으로서 명에 파견되어 약재(藥材)를 내려 준 일을 하례했고, 조선조로 들어와서는 1399년(정종 원년) 전 장군(將軍) 전흥(田興)을 자기 집의 종이라 하여 그에게 강제로 사역(使役)을 시킨 일이 있었는데, 전흥이 이를 사헌부(司憲府)에 호소하자 그가 양인이었다는 사실이 드러났으므로, 그 죄로 탄핵을 받았다.
그러나 정안공(靖安公)의 장인인 민제(閔霽)의 매부였기 때문에 용서를 받고, 평주(平州)의 장원으로 유배되는 데에 그쳤다.
1401년(태종 1) 예문관태학사(藝文館太學士), 의정부찬성사(議政府贊成事)에 차례로 임명되었으며, 1405년(태종 5) 졸하자 왕이 사흘 동안 조회를 정지하고 문량(文良)이라는 시호를 내렸다.

## 평가
『태종실록』은 곽추에 대해 그의 졸기에서 이렇게 평했다.
| “ | 곽추는 성품이 순후(淳厚)하고 부귀의 족(足)함을 알아, 방자함과 사치함이 없었다. 일찍이 사마시(司馬試)를 관장하여 선비를 (잘) 뽑았다고 일컬어졌다. | ” |

## 가족 관계
- 증조 - 곽운룡(郭雲龍)[7] : 도진장(都津長)
  - 조부 - 곽영준(郭迎俊, ? ~ 1352년)[7] : 일명 곽연준(郭延俊), 판개성부사(判開城府事)·상호군(上護軍)
    - 아버지 - 곽침(郭琛)[7] : 좌사윤(左司尹)
    - 어머니 - 검교판도판서(檢校版圖判書)·예문관제학(藝文館提學) 정이(鄭怡)의 딸[7]
      - 첫째 부인 - 판서(判書) 권엄(權儼)의 장녀[7]
        - 장남 - 곽순(郭恂)[6] : 봉상시소경(奉常寺少卿)

      - 둘째 부인 - 여흥군(驪興君) 민변(閔抃, ? ~ 1377년)의 딸[6][7]
        - 차남 - 곽운(郭惲)[6] : 중추원부사(中樞院副使)
        - 첫째 사위 - 김양남(金揚南)[7] : 지평(持平)
        - 둘째 사위 - 김육(金育)[7]
        - 셋째 사위 - 봉안국(奉安國, 1383년 ~ ?)[6][7] : 중추원부사